# トロンボテスト
トロンボテスト(英：thrombotest)とは、血液の凝固機能検査であるプロトロンビン時間（PT）の一種。ワルファリンに代表されるビタミンK拮抗薬による抗凝固療法のコントロールに必要な適した検査法として知られている。1959年にオーレンが考案した。

## 概要
プロトロンビン時間（PT）は、細胞が障害された際に放出される組織因子による刺激に対して生じる凝固反応の程度を検出するものである。プロトロンビン時間には、クイック法とオーレン法があり、一般にプロトロンビン時間といえばクイック法を指す。オーレン法は、その測定方法から別名「prothrombin and proconvertin」法、略して「p and p」法と呼ばれるが、日本では特にトロンボテスト（TT）と呼ばれている。
本邦においてトロンボテストは、ワルファリンと同時期に導入された経緯があり、近年まで広く用いられてきた。しかし、クイック法PTおよびPT-INR（国際標準化比率）が普及し、トロンボテストとの差異が減少してきたことに伴い、日本国内の臨床検査会社においてトロンボテストの受託中止が相次いでいる。

### 血液凝固の機序
細胞が障害されると、組織因子が放出され、凝固因子である第VII因子を介して、第IX因子および第X因子を活性化する。活性化第X因子によりプロトロンビン（第II因子）が活性化し、トロンビンへと変化する。トロンビンはフィブリノゲンをフィブリンへと変換し、これが血栓形成の骨子となる。
トロンビンの前段階の連続的な反応（凝固カスケード）に登場する第II因子（プロトロンビン）、第VII因子、第IX因子および第X因子はいずれもビタミンK依存性のタンパク質であるため、ビタミンKの作用を阻害すればこの経路での血液凝固を抑制することができることとなる。これを利用した薬剤がワルファリンに代表される抗凝固薬であるが、ときに効果が強く出ることがあるため、効果判定のための血液検査が存在する。その代表的なものがプロトロンビン時間であり、世界中で広く行われている。

### プロトロンビン時間とトロンボテストの差異
トロンボテストでは、検体のプロトロンビン、第VII因子、第X因子活性をより特異的に測定できる利点がある。また、トロンボテストの感度係数（International Sensitivity Index、ISI）はばらつきが少ないとする報告がある。

## 検査方法
プロトロンビン時間の測定には、血液をクエン酸ナトリウム入りの試験管で採取し、遠心分離して得た血漿を検体として用いる。これにカルシウムを加えることでクエン酸塩の効果を逆転させて凝固可能状態としたのち、組織因子（組織トロンボプラスチン）を添加し、フィブリンが析出するまでの時間を光学的に測定する。
トロンボテストではさらに、硫酸バリウム吸着によりプロトロンビン、第VII因子、第IX因子、第X因子が欠損したウシ血漿を検査試薬として用いる。これにより、第V因子、フィブリノゲンが補充された形となるため、検体のプロトロンビン、第VII因子、第X因子活性をより特異的に測定できる利点がある（測定時間が短いため第IX因子の影響は反映されない）。
オーレンは、使用する組織トロンボプラスチンとして、ヒト由来でなく入手の容易なウシ由来の組織トロンボプラスチンを用いた。さらに凍結乾燥した試験薬として開発されたことから、トロンボテストは北欧を中心に広がることとなった。

### プロトロンビン時間比
プロトロンビン時間比（PT比）は、被験者の測定したプロトロンビン時間（秒）と通常の検査室の基準PTとの比である。PT比は使用する特定の試薬によって異なるため、国際標準化比率（INR）に置き換わっている。

### 国際標準化比率（INR）
プロトロンビン時間（PT）の凝固検査に用いられる組織因子（あるいは組織トロンボプラスチン）は、原料となる動物が異なると、凝固時間にばらつきが生じる。このため1983年、WHOはPTを試薬の感度（ISI）により補正する国際標準化比率（INR）を設定し、以後このプロトロンビン国際標準比（PT-INR）が用いられている。
INRは、PT比をISIの数値でべき乗して算出されるため、ISI値の高い試薬では誤差が大きくなる。このためWHOはISI値が0.9–1.7の範囲の試薬を使用するよう勧告している。トロンボテストにおいてもINR表記法は適用される。トロンボテストのISI値はばらつきが少ないとする報告がある。
なお、INRはワーファリンのモニタリングだけに適用された凝固検査の単位であり、これを肝機能異常や外因系凝固異常症の検査の単位として用いることはWHOガイドラインでも明記されていない。
基準値
トロンボテストの検査値としては凝固活性（%）あるいはINRが用いられる。
基準値、いわゆる健常者の値は70％以上であるが、臨床的にはワルファリン治療域として10-25％を用いる。
クイック法でのPTは、検査法としての特異性に乏しく検査結果のばらつきが多いことが問題となっていたが、臨床エビデンスが蓄積され改善し、幅広く普及した。